# 繆培南
繆培南（1895年4月7日—1970年5月9日），字經成，別號育羣。廣東省五華縣周江鎮早成村人。曾任國民革命軍第四軍軍長。

## 早年
1906年考入本縣長蒲初等小學，1907年轉入氷鑑初等小學。1911年畢業於五華縣官立高等小學丙班，1912考入廣東陸軍小學，繆培南被編在16歲班級，同學有鄧龍光、黃琪翔、張發奎、陳芝馨等。1914年陸軍小學畢業後，全班遷入武昌第二軍官預備學校。1917年入保定軍校六期步兵科就讀，1919年畢業後曾到北洋段祺瑞轄下的邊防軍第二師第五團第三營第九連見習官，1920年2月，升任該團第二營第五連排長，後由該師選送北京黄寺，學習步兵專門技術。後因直皖戰爭段祺瑞敗北，皖系瓦解，繆遂回粵並赴韶關學習牙科。
1921年受族兄繆培堃之舉薦，任粵軍第一師軍官教育上尉教官，5月任任該師機關槍連排長，後擴編爲機關槍營升任第一營第一連連長，後任警衛團（團長陳可鈺）第三營連長。1922年6月暴發六一六事變，陳炯明派兵圍攻總統府，繆率隊力挺，奉令突圍，同年8月任粵軍第一師（師長梁鴻楷）輜重兵營連長，後輜重兵營改編為第一師第一旅第二團第三營，仍任連長，12月參加討陳炯明之役。1923年5月因戰功升任第一師獨立團中校團附，6月與方本仁、沈鴻英部戰於粤北英德，後接替蘇德燊任獨立團第二營營長。
1924年10月獨立團改爲粵軍第一師第一旅第一團，繆仍任第二營營長。1925年2月隨陪參加第一次東征，5月隨軍回師廣州，討伐楊希閔、劉震寰，9月升任國民革命軍第四軍上校副官並兼駐肇慶辦事處主任。

## 中年
1926年5月赴海口接替朱暉日任國民革命軍第四軍十二師第三十五團團長，後升任十二師師長，同年6月北上湖南參與北伐。1927年1月第十二師擴編爲第四軍，張發奎任軍長，繆培南任第十二師副師長，代理師長職權，4月19日隨武漢國民政府北伐。7月15日繆升任第十二師師長。12月11日受張發奎之命，率第十二師協同第二十六師前往廣州鎮壓廣州暴動，14日軍事委員會以廣州暴動為由，解除張發奎、黃琪翔職務，18日繆培南代替黃出任第四軍軍長。
1928年1月，奉命離開廣州時李濟深部下第十一軍陳銘樞、桂系黃紹竑發生激烈衝突，第二十六師師長許志銳陣亡，第四軍被編入第一集團軍再度參與北伐。8月第四軍奉令縮編爲陸軍第四師，仍任師長。1928年3月因不滿第四師一再縮編，故辭第四師師長職，由朱暉日代理，4月赴香港奉養雙親。
1931年12月當選中國國民黨第四屆中央候補監察委員。1932年1月編成「治兵談話錄」一書，印發所屬幹部參閱，該書共六章七十二節。1933年6月1日廣東國防要塞建設委員會成立，兼任委員。1935年11月當選中國國民黨第五屆中央執行委員，1936年1月24日任陸軍中將。7月9日授國民革命軍誓師十週年紀勳章，11月授三等雲麾勳章。同年8月7日任廣東第三軍區司令官。

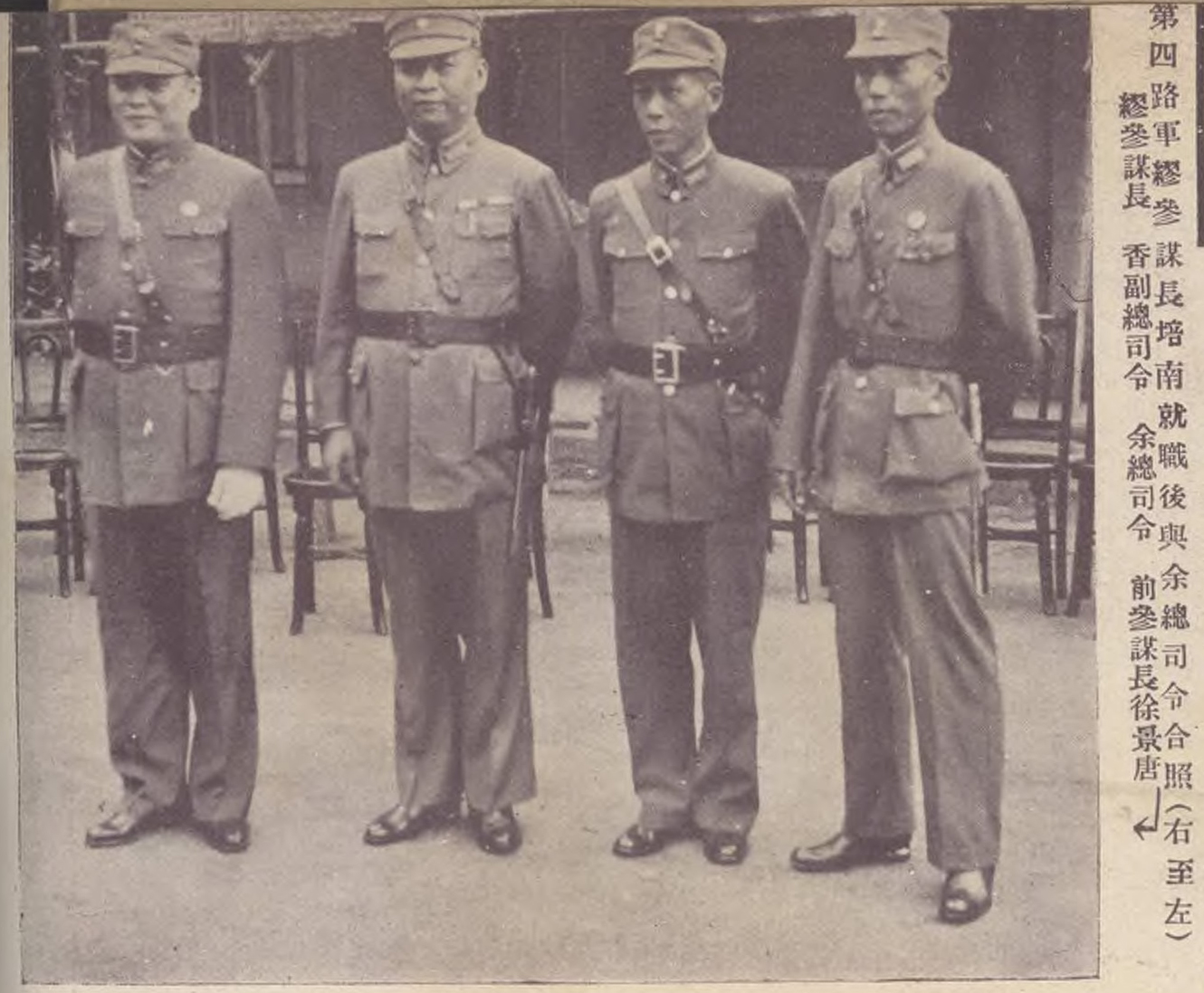
第四路軍繆參謀長培南就職後與余總司令合影。右起繆培南參謀長、香翰屏副總司令、余漢謀總司令、前參謀長徐景唐

1937年5月調任第四路軍副總指揮兼參謀長，1939年4月任第六十五軍軍長，6月兼任第九集團軍副總司令。1942年5月改任軍事委員會中將高級參謀，11月授干城甲種一等獎章。1944年6月獲頒四等寶鼎勳章。1945年9月代表政府接受東江日軍第一〇四師團投降，12月獲忠勤勳章。1947年任廣州行轅副主任。

## 晚年
1949年9月赴香港，1950年3月政府派雷震、洪蘭友到港邀繆入臺，婉拒。1952年吳鐵城蒞港再度邀繆培南赴臺，以生病為由拒絕。1970年5月9日在九龍伊利沙伯醫院逝世。晚年赴港編成許多醫學書籍，1950編著「醫學簡要」耗時兩年，全書共十卷，約二十五萬字。1954年「藥性新編」共五卷約十二萬五千字。

## 著作
繆培南的主要著作有《藥性新編》、《醫學簡要》和《治兵談話錄》。